# Larinia blandula
Larinia blandula là một loài nhện trong họ Araneidae.
Loài này thuộc chi Larinia. Larinia blandula được Manfred Grasshoff miêu tả năm 1971.